# Arrinera

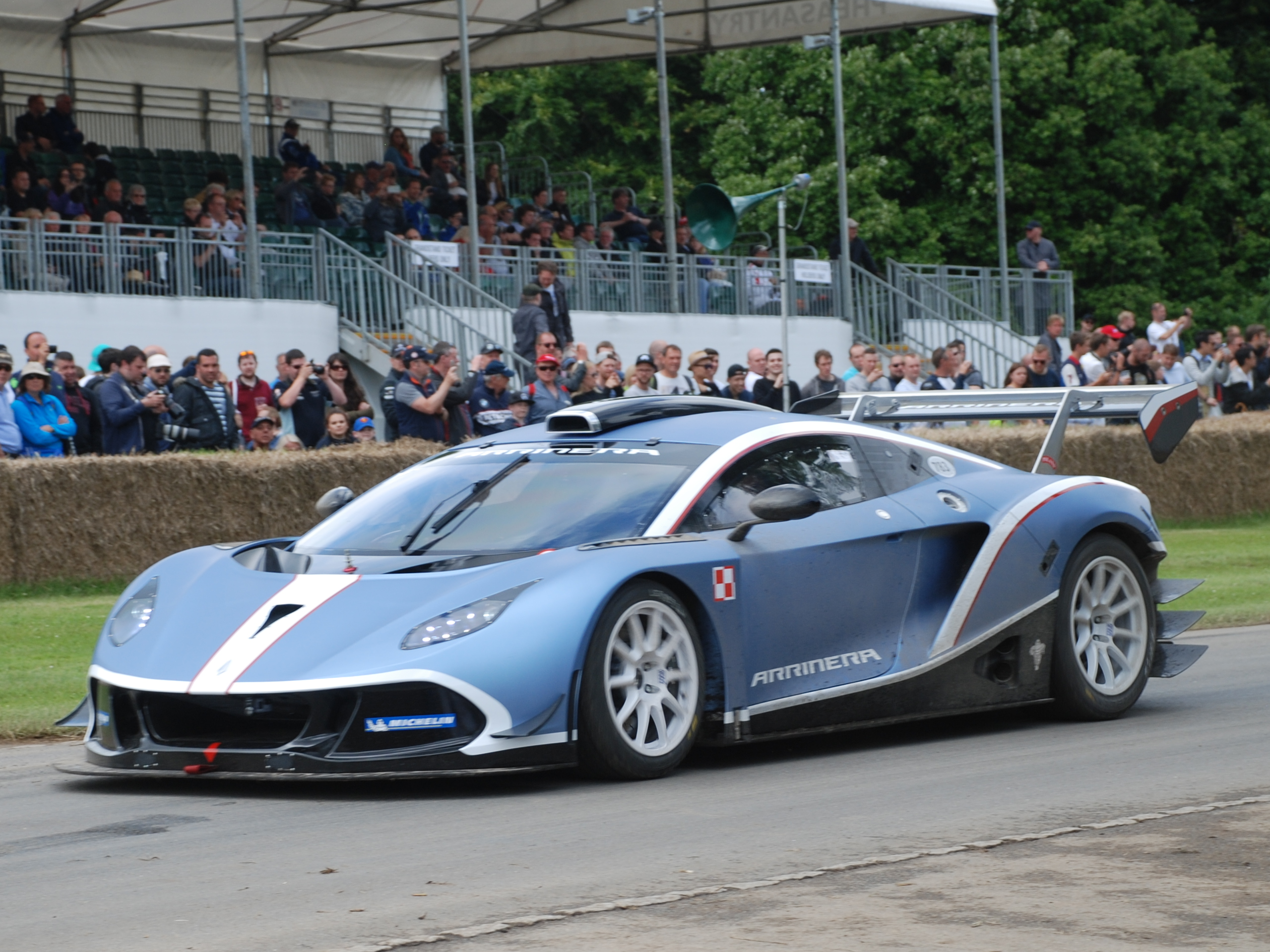
Arrinera Hussarya GT

Arrinera Automotive S.A ist ein polnischer Sportwagenhersteller mit Sitz in Warschau. Arrinera S.A. ist eine Holdinggesellschaft der Arrinera-Gruppe und für die Produktion und den Verkauf zuständig. Seit 2017 werden Sportwagen bei Arrinera auf Bestellung produziert und weltweit verkauft.

## Unternehmensgeschichte
Das Unternehmen wurde im Jahre 2008 von zwei Brüdern gegründet, die sich für Motorsport interessierten und einen polnischen Supersportwagen entwickeln wollten. Anfangs beschäftigte sich Arrinera mit der Analyse und der Beobachtung von Rennwagen auf verschiedenen Rennstrecken, meist in England. Der erste Prototyp von Arrinera wurde im Jahr 2011 vorgestellt und scharf von den Medien kritisiert. 2015 wurde ein Prototyp der Straßenversion des Arrinera Hussarya in Posen vorgestellt. Die Straßenversion, bekannt als der Arrinera Hussarya sollte zuerst produziert und verkauft werden. Arrinera entschied sich dafür, zuerst eine GT Version auf den Markt zu bringen. Sie wurde 2016 vorgestellt und ging 2017 in Produktion.

## Modelle
Der erste Prototyp des Arrinera Hussarya wurde 2015 in Posen bei der Motor Show Poznań vorgestellt und ist als der Arrinera Hussarya 33 nach einer erfolgreichen Straßenzulassung 2017 in Produktion und in den Verkauf gegangen.
Der Arrinera Hussarya GT, die GT-Version des Arrinera Hussarya wurde 2016 in Birmingham auf der The Racing Car Show vorgestellt und ist nach erfolgreichen Tests auf Rennstrecken und der Teilnahme am Goodwood Festival of Speed, im Jahre 2017 in die Produktion und in den Verkauf gegangen. Das erste Modell wurde 2017 an einen Käufer aus Großbritannien verkauft. Der Arrinera Hussarya GT hat die Klassifizierung Supersportwagen bekommen.
Der schottische Rennfahrer Anthony Reid bestätigte, dass er den Arrinera Hussarya GT in seinem Debüt-Rennen 2017 fahren wird.

## Erfolge
Beim Goodwood Festival of Speed 2017 erreichte der schottische Rennfahrer Anthony Reid mit dem Arrinera Hussarya GT3 in der Finalrunde des Rennens den 4. Platz. Einige vorherigen Runde schloss er mit Plätzen von 1–3 ab. Der Arrinera Hussarya GT3 erreichte mit der Zeit von 46:36 ein besseres Ergebnis als der Gewinner des letzten Festivals 2016 Nick Heidfeld mit dem McLaren P1 LM und einer Zeit von 47:07.

## Unternehmenslogo
Das Unternehmenslogo wurde vom Gewinner eines Facebook-Wettbewerbs erstellt und ist den Flügeln nachempfunden, die von der polnischen Hussaria verwendet wurden.